# Guerásim Izmáilov
Guerásim Grigórievich Izmáilov (en ruso: Гера́сим Григо́рьевич Изма́йлов; circa 1745 - después de 1795) fue un navegante ruso implicado en la colonización rusa de América y en el establecimiento de las colonias de la América rusa en Alaska. Fue el responsable de los primeros mapas detallados de las islas Aleutianas.
Nativo de Yakutsk, Izmáylov asistió a una escuela de navegación en Ojotsk con Dmitri Bocharov, quien se convirtió en su compañero de negocios toda su vida. En 1771, ambos se vieron envueltos en el motín de Benyovszky, en la isla Bolsheretski, en Kamchatka. Móric Benyovszky, un noble húngaro de origen eslovaco exiliado en la isla, organizó una revuelta de prisioneros polacos, principalmente, en la que los rebeldes, bajo su liderazgo, capturaron armas, dinero y un acorazado ruso. (Benyovszky, al mando del acorazado capturado, partió el 23 de mayo para un viaje de descubrimiento a través del Pacífico Norte (mucho antes de que James Cook y Jean-François de La Pérouse) a lo largo de las Aleutianas, Alaska, Japón y Formosa (Taiwán), llegando los rebeldes finalmente llegan a Macao en julio de 1771.)
Izmáilov intentó romper con los amotinados pero, después de haber sido azotado, fue abandonado en la isla de Simushir, una isla deshabitada de las islas Kuriles. Durante un año subsistió con "vieiras, hierbas y raíces", antes de ser rescatado por los recolectores yasak. Fue juzgado en Irkutsk, acusado de motín, pero finalmente fue absuelto en 1774.
En 1775, Izmáilov asumió el mando del barco St. Paul y se puso a trabajar cartografiando las costas de las islas Aleutianas. En octubre de 1778, durante una visita a Unalaska, se entrevistó con el conocido capitán James Cook, quien le entregó una espada y un mapa de Mercator, a cambio de una carta de presentación para las autoridades de Kamchatka. Cook también le pasó un mapa elaborado recientemente de la costa occidental de Norteamérica, que fue despachado por los rusos al Almirantazgo británico.
En 1783 se unió a la empresa de Grigori Shélijov para fundar un asentamiento ruso en América. El 16 de agosto partieron de Urak en su histórico viaje 192 personas en dirección a las islas del Comandante, con los navíos Tres Santos (al mando de Izmáilov), San Simón y Santa Ana (a cargo de Bocharov) y San Miguel (comandado por un tal Olésov). Pronto perdieron de vista al San Miguel, y los otros dos invernaron en la isla Mednoi. El verano siguiente navegaron hasta la isla Kodiak, donde fundaron el primer asentamiento permanente ruso en América, en la bahía de Tres Santos. En mayo de 1786 Izmáylov ya había circunanvegado y cartografiado la isla Kodiak y las islas próximas, incluyendo el exterior del Cook Inlet. En 1787 ya había regresado a Rusia con Shélijov y estaba de nuevo de vuelta en Kodiak con el Tres Santos, llevando consigo al nuevo director jefe de la Compañía Gólikov-Shélijov (véase Compañía ruso-americana), Eustrat Delárov.
En 1789, Izmáylov fue el primero en explorar y cartografiar la península de Kenai. Tres años más tarde, tomó un empleo a las órdenes de Aleksandr Baránov, ayudándole a resistir un ataque por mar de los tlingit.
Después de haber invernado en Unalaska, Izmáylov visitó la isla de Saint Paul (en las islas Pribilof), donde descubrió la tripulación de un barco ruso que estaba desaparecido desde 1791. Los llevó de vuelta a Ojotsk, donde estaba en junio de 1794. Se lo menciona por última vez en 1795, cuando acompañó a Alaska a un grupo de misioneros ortodoxos encabezados por el obispo Ioasaf (Joasaph Bolotov).